# Fissidens longifolius
Fissidens longifolius är en bladmossart som beskrevs av Bridel 1806. Fissidens longifolius ingår i släktet fickmossor, och familjen Fissidentaceae. Inga underarter finns listade i Catalogue of Life.